# Sandy Berger
Samuel Richard „Sandy“ Berger (28. října 1945 Millerton, New York – 2. prosince 2015 Washington, DC) byl americký právník a politický poradce Demokratické strany. V letech 1997–2001 působil jako poradce pro národní bezpečnost ve vládě Billa Clintona. Předtím v letech 1993–1997 byl v Clintonově administrativě zástupcem poradce pro národní bezpečnost. V roce 2005 byl soudem uznán vinným za zcizení utajovaných dokumentů a byl potrestán k pokutě 50 000 dolarů a odpracování 100 hodin veřejně prospěšných prací.